# Кротов, Михаил Иосифович
Миха́ил И́осифович Кр́отов (род. 29 июля 1950, Ленинград) — российский учёный, государственный и международный гражданский служащий. Руководитель Секретариата Совета Межпарламентской Ассамблеи государств — участников СНГ (1992—1994), Генеральный секретарь Совета Межпарламентской Ассамблеи СНГ (1994—2012). Советник Председателя Государственной Думы Федерального Собрания Российской Федерации (2012—2016). Руководитель аппарата комитета Государственной Думы по делам Содружества Независимых Государств, евразийской интеграции и связям с соотечественниками (2016—2020). Заместитель Ответственного секретаря Парламентской Ассамблеи ОДКБ — Полномочный представитель Федерального Собрания Российской Федерации (с августа 2020). Член Общественного совета при Министерстве Российской Федерации по делам гражданской обороны, чрезвычайным ситуациям и ликвидации последствий стихийных бедствий (с октября 2020). Действительный государственный советник Российской Федерации 3-го класса. Доктор экономических наук, профессор.

## Биография
Михаил Иосифович Кротов родился 29 июля 1950 года в Ленинграде. В 1972 году закончил экономический факультет Ленинградского государственного университета (ЛГУ).

### 1967—1992

#### Профессиональная деятельность
С 1972 по 1975 год преподавал в Ленинградском государственном университете, с 1975 по 1992 — в Ленинградском механическом институте имени Д. Ф. Устинова. В 1978 году окончил годичную аспирантуру в ЛГУ и получил степень кандидата экономических наук. В 1985—1986 годах окончил докторантуру в ЛГУ по специальности «Политическая экономия», в январе 1987 года защитил докторскую диссертацию. В 1988 году получил звание профессора кафедры политической экономии. С 1986 года:165 по 1992 год — заведующий кафедрой экономической теории в Ленинградском механическом институте имени Д. Ф. Устинова.

#### Общественная деятельность
В 1989—1992 годах — заместитель председателя общества «Знание» Российской Федерации, председатель общества «Знание» Санкт-Петербурга и Ленинградской области, с 1991 года по 1992 год — Президент Санкт-Петербургской Внешнеполитической ассоциации.
С октября 2020 года — член Общественного совета при Министерстве Российской Федерации по делам гражданской обороны, чрезвычайным ситуациям и ликвидации последствий стихийных бедствий. Член попечительского совета Государственного музея истории Санкт-Петербурга.

### Работа в Межпарламентской ассамблее СНГ
С октября 1992 по 1994 год — исполняющий обязанности, а затем руководитель Секретариата Совета Межпарламентской Ассамблеи государств — участников СНГ (МПА СНГ). С 1994 года в связи с преобразованием должности неоднократно (по 2011 год включительно) утверждался Генеральным секретарём Совета МПА СНГ.
С 1993 по 1995 год принимал активное участие в миротворческой миссии Межпарламентской Ассамблеи СНГ по урегулированию конфликта в районе Нагорного Карабаха, участвовал в подписании Бишкекского протокола (май 1994), обеспечивающего прекращение огня в районе конфликта до войны 2020 года.
С 16 по 21 сентября 1993 года по поручению Председателя Верховного Совета Российской Федерации Руслана Хасбулатова организовал поездку миротворческой группы МПА СНГ в составе депутатов Белоруссии, Казахстана, России и Таджикистана во главе с Председателем парламента Киргизии Медетканом Шеримкуловым в зону конфликта:183.
В составе группы участвовал в переговорах в Баку с исполняющим обязанности президента, Председателем Национального Собрания Азербайджана Гейдаром Алиевым, в Ереване с президентом Республики Армения Левон Тер-Петросяном, в Степанакерте — с исполняющим обязанности председателя парламента самопровозглашённой Нагорно-Карабахской Республики (НКР) Кареном Бабуряном, по согласованию сторон конфликта участвовал в переходе миротворческой группы МПА СНГ линии фронта в боевых условиях.
С 19 по 26 декабря 1993 года при содействии МИД РФ и Лахтинга Аландской провинции Финляндии под эгидой миротворческой группы МПА СНГ организовал неформальные встречи и переговоры представителей руководства парламентов сторон конфликта в Санкт-Петербурге и Мариехамне (Финляндия) в рамках семинара по изучению статуса Аландской автономии Финляндии. Помощь в организации встреч оказывали мэр Санкт-Петербурга Анатолий Собчак и его заместитель Владимир Путин.
В марте-апреле 1994 года по поручению Председателя Совета Федерации Федерального собрания Российской Федерации Владимира Шумейко организовал поездку в зону конфликта миротворческой группы МПА СНГ во главе с Председателем парламента Киргизии Медетканом Шеримкуловым. В составе группы принял участие в переговорах с руководителями Азербайджана, Армении и представителями самопровозглашённой НКР.
В мае 1995 года по поручению Председателя Совета Федерации Федерального собрания Российской Федерации Владимира Шумейко в составе миротворческой группы МПА СНГ во главе с Председателем Комитета по делам СНГ Совета Федерации Федерального собрания Российской Федерации Вадимом Густовым выезжал в зону Нагорно-Карабахского конфликта, где по итогам переговоров с руководством сторон конфликта была достигнута договорённость об освобождении военнопленных и заложников (95 человек) по принципу «всех на всех» и передаче их Красному Кресту:183.
В 1995 году по решению Совета МПА СНГ возглавлял жюри международного конкурса на лучшие эмблему и флаг Содружества Независимых государств. По результатам конкурса Совет глав государств СНГ утвердил действующие эмблему и флаг Организации.
С 1996 по 2001 год в качестве Генерального секретаря Совета МПА СНГ на основе специального Соглашения также руководил аппаратом Межпарламентского Комитета Республики Беларусь, Республики Казахстан, Киргизской Республики и Российской Федерации.
Совет глав государств СНГ
Принимал непосредственное участие в создании ряда межпарламентских структур на постсоветском пространстве: Парламентского Собрания Сообщества Беларуси и России, Парламентского Собрания Союза Беларуси и России, Парламентской Ассамблеи ОДКБ, Межпарламентской Ассамблеи Евразийского экономического сообщества, Международного института мониторинга развития демократии МПА СНГ.
С 1997 по 2006 год — ответственный секретарь Санкт-Петербургского международного экономического форума.
В целях информирования международных парламентских структур (ПАСЕ, ПА ОБСЕ, Европарламент) о ходе антитеррористической операции в Чеченской Республике в октябре 1999 года и январе 2000 года посетил совместно с депутатами МПА СНГ освобожденные от террористов районы. 9 января 2000 года организовал встречу парламентариев СНГ в Гудермесе с муфтием Чечни Ахматом Кадыровым.
В 2004 году с целью оценки преступлений против сербского населения в центральной части Косово (принудительной депортации, сожжения домов, школ, церквей) организовал посещение членами МПА СНГ города Приштины и участвовал в переговорах с президентом самопровозглашенного образования Ибрагимом Ругова, руководителем миссии ООН по делам временной администрации в Косово Харри Холкери, лидерами албанской и сербской общин. Документы, подготовленные по итогам поездки, легли в основу принятых в 2004 году Резолюции ПАСЕ и решений МПА СНГ по ситуации в Косово.
В августе 2008 года, после войны в Грузии (в ходе которой грузинские войска, в том числе, атаковали бывшие миротворческие силы ССПМ, в которых на тот момент оставались только солдаты российского и осетинского батальонов) организовал и участвовал в поездке парламентариев СНГ в Цхинвал. С заявлением, принятым по итогам посещения Цхинвала, во Владикавказе депутаты МПА СНГ ознакомили генерального секретаря ОБСЕ Марка Перрена де Бришамбо и международные парламентские структуры.
С 1992 года по 2011 год отвечал за сохранение федерального памятника — Таврического Дворца, который с 1992 года по 1998 год находился на балансе, а с 1999 года в оперативном управлении Секретариата Совета МПА СНГ. За эти годы были проведены основные работы по капитальному ремонту и реставрации Дворца (полностью заменены фундаменты, восстановлены Купольный, Екатерининский и другие залы), а также проведена реконструкция казармы Конногвардейского полка (Шпалерная, 53).

### Работа в Государственной Думе
В 2012 году Кротов перешёл на работу в Государственную Думу и был назначен советником Председателя Государственной Думы Федерального Собрания Российской Федерации Нарышкина. В 2016 году возглавил аппарат комитета Государственной Думы по делам Содружества Независимых Государств, евразийской интеграции и связям с соотечественниками.

### Работа в Парламентской Ассамблее ОДКБ
С 2020 года работает Полномочным представителем Федерального Собрания Российской Федерации — заместителем Ответственного секретаря в Парламентской Ассамблее Организации Договора о коллективной безопасности (ПА ОДКБ).

## Научная и экспертная работа
Сфера научных интересов М. И. Кротова — экономические проблемы улучшения качества продукции, вопросы политической, экономической и гуманитарной интеграции на постсоветском пространстве, теория и практика обеспечения экономической безопасности Российской Федерации. В 1983 году М. И. Кротов удостоен Медали Академии наук СССР в области экономики. Он является сопредседателем Редакционного совета Евразийского международного научно-аналитического журнала «Проблемы современной экономики», членом международного совета научно-аналитического журнала Межпарламентской Ассамблеи государств — участников СНГ «Диалог: Политика. Право. Экономика», членом редакционного совета международного научно-аналитического журнала «Евразийская интеграция: экономика, право, политика».
В настоящее время в качестве совместителя — профессор кафедры экономической теории Санкт-Петербургского государственного университета (СпбГУ) и профессор кафедры мировой экономики и международных отношений СПбГЭУ (в 2018 году — профессор кафедры международных отношений и интеграционных процессов факультета политологии Московского государственного университета имени М. В. Ломоносова), с 2015 года — научный руководитель образовательной программы магистратуры СпбГУ ВМ.5610 «Бизнес России и стран Содружества в глобальной экономике» и с 28 мая 2018 года — член её Совета.
М. И. Кротов — почётный член Академии наук Азербайджана, почётный профессор Таджикского государственного университета, Бишкекского Гуманитарного университета. Действительный член Российской Академии естественных наук, академик Международной академии наук высшей школы, член-корреспондент Международной инженерной академии, член Академии проблем качества и других научно-общественных объединений.

## Основные труды
Автор более 100 научных работ, среди которых около 20 монографий, учебников, учебных пособий, в том числе опубликованных в ФРГ, США, Японии, Украине, Таджикистане, Казахстане.
- Кротов М. И. Потребительная стоимость при социализме. — М.: Экономика, 1983. — 152 с.
- Горланов Г. В., Кротов М. И., Марахов В. Г. Стимулы прогресса. — Л., 1987. — 117 с. — (НТП: общество, человек, машина).
- Кротов М. И., Марахов В. Г., Собчак А. А. и др. Стратегия обновления. Новый социальный механизм. — М., 1990. ISBN 5-244-00302-X.
- Бляхман Л. С., Кротов М. И. Структурные реформы и экономическая интеграция: опыт и проблемы СНГ. — СПб.: Изд-во С.-Петерб. ун-та, 1996. 291 с. ISBN 5-288-01683-6.
- Строев Е. С., Бляхман Л. С., Кротов М. И. Экономика Содружества Независимых Государств накануне третьего тысячелетия: Опыт и проблемы реформ. — СПб.: Наука, 1998. — 578 с. ISBN 5-02-028380-0.
- Stroev E. S., Bliakhman L. S., Krotov M. I. Russia and Eurasia at the crossroads. Experience and problems of economic reforms in the commonweal of independent States. — Berlin: Springer-Verlag GmbH, 1999. — 496 с. ISBN 978-3-642-60149-1.
- Бляхман Л. С., Кротов М. И. Россия и Содружество Независимых Государств: уроки первого десятилетия — СПб.: Изд-во С.-Петерб. ун-та, 2001. — 121 с. ISBN 5-288-02952-0.
- Бляхман Л., Кротов М. Глобализационное измерение реформы и задачи промышленной политики // Российский экономический журнал. — 2001. — № 3. — С. 12—23.
- Кротов М. И., Дьяченко Л. И., Лукоянов И. В., Воскобойников В. М. Таврический дворец: Люди. События. Размышления / отв. ред. М. И. Кротов. — СПб.: Logos, 2006. — 288 с. ISBN 5-87288-346-3.
- Кротов М. И. Политико-экономические проблемы модернизации: опыт России и СНГ. — Издательство Санкт-Петербургского университета, 2011. — 291 с.
- Кротов М. И. Актуальные проблемы становления инновационной экономики в СНГ // Экономика и управление. — № 1. — 2011. — C. 8—17.
- Кротов М. И. Евразийская идея и перспективы СНГ // Свободная мысль. — М.: Политиздат. — № 10. — 2011. — C. 5—18.
- Кротов М. И., Мунтиян В. И. Антикризисная модель развития России // Проблемы современной экономики. — 2015. — № 2 (54). — С. 7—14.
- Кротов М. И., Мунтиян В. И. Евразийский экономический Союз: история, особенности, перспективы // Управленческое консультирование. — 2015. — № 11 (83). — С. 33—47.
- Кротов М. И., Мунтиян В. И. Экономическая безопасность России: Системный подход. — СПб.: Изд-во НПК «РОСТ», 2016. — 334 с. ISBN 978-5-98217-095-8.
- Кротов М. И. 25 лет межпарламентского сотрудничества // Вестник Межпарламентской Ассамблеи СНГ. — № 2 (83). — 2017. — С. 64—75
- Кротов М. И. Разрешение противоречий ЕАЭС — источник углубления Евразийской интеграции в новой глобальной реальности // Большая Евразия: Развитие, безопасность, сотрудничество. Ежегодник ИНИОН РАН. — 2018. — С. 227—230.
- Противоречия и вызовы Евразийской интеграции: пути преодоления. Валовая М. Д., Зубенко В. В., Константинова Е. А., Кротов М. И., Мамедов И., Свинухов В. Г., Сенотрусова С. В., Столетов О. В., Христолюбова Н. Е., Худоренко Е. А., Черевык К. А. / Под ред. Л. Э. Слуцкого — М.: ИНФРА-М, 2018. — 251 с.
- Кротов М. И., Мунтиян В. И. О радикальной реформе финансовой системы России // Проблемы современной экономики. — 2019. — № 3 (71). — С. 122—131.
- Кротов М. И., Слуцкий Л. Э., Батистова О. И. Евразийская экономическая интеграция в новой глобальной реальности: системный подход и разрешение противоречий // Проблемы современной экономики. — 2020. № 4(76). — С 6-14.
- Кротов М. И. От Беловежских соглашений до Евразийского экономического союза: опыт тридцатилетия // Евразийская интеграция: экономика, право, политика. — 2021. — Т. 15. — № 3. — С. 22-34.
- Кротов М. И. Россия и Евразийский экономический союз в условиях глобального экономического противостояния // Проблемы современной экономики. — № 2 (82). — 2022. — С. 9-15. — ISSN 18183409.
- Кротов М. И. Евразийская интеграция — ответ западной модели глобализации // Разведчик. — № 1 (1), декабрь — 2022. — С. 18-21. — ISBN 978-5-7164-1244-6
- Кротов М. И., Середа А. А. Евразийский вектор — приоритет парламентской дипломатии России // Евразийская интеграция: экономика, право, политика. — Том 17. — № 1. — 2023 — С. 16-28.
- Кротов М. И., Мунтиян В. И. Россия в многополярном мире: способность к выживанию и экономическая безопасность // Проблемы современной экономики. — № 2. — 2023 — С. 11-22.
- Калашников Л. И., Кротов М. И., Середа А. А. О путях эффективной реализации приоритетов российского председательства в Евразийском экономическом союзе в 2023 году в рекомендациях парламентских слушаний в государственной думе. // Проблемы современной экономики. — № 2(86). — 2023. — С. 6-11.
- Кротов М. И. Евразийский экономический союз и многополярная глобализация // Евразийская интеграция: экономика, право, политика. — Том 18. — № 1. — 2024 — С. 15-24. — ISSN 20732929

## Награды

### СССР и Россия
- Орден «За заслуги перед Отечеством» IV степени (2010)[4][15];
- Орден Александра Невского (2016)[4][16];
- Орден Почёта (2005)[4][17];
- Орден Дружбы (2000)[4][18];
- Почётная грамота Президента Российской Федерации (28 февраля 2012) — за большой вклад в развитие и укрепление межпарламентских связей в Содружестве Независимых Государств[4];
- Почётный знак Совета Федерации Федерального Собрания Российской Федерации «За заслуги в развитии парламентаризма» (2007)[4];
- Почётный знак Государственной Думы Федерального Собрания Российской Федерации «За заслуги в развитии парламентаризма» (2011)[4];
- Орден «За верность долгу» (Республика Крым Российской Федерации, 2015)[19];
- Медаль Академии наук СССР в области экономики (1983)[4];
- Нагрудный знак Министерства иностранных дел Российской Федерации «За вклад в международное сотрудничество»[20];
- Благодарность Президента Российской Федерации (2007)[21].

### Иностранные и международные
- Орден Почёта (Молдавия, 27 августа 2017) — в знак глубокой признательности за значительный вклад в укрепление и расширение межгосударственных отношений дружбы и сотрудничества[22];
- Медаль «За гражданские заслуги» (Молдавия, 2 апреля 2007) — в знак признания заслуг в развитии и укреплении отношений между Республикой Молдова и Российской Федерацией и за личный вклад в проведение фестиваля «Mărţişor» в Санкт-Петербурге[23];
- Орден «Достык» II степени (Казахстан, 2010)[24];
- Почётная грамота Президента республики Казахстан (2001);
- Орден «Содружество» (18 апреля 2001, Совет Межпарламентской Ассамблеи государств — участников СНГ) — за активное участие в деятельности Межпарламентской Ассамблеи и её органов, вклад в укрепление дружбы между народами государств — участников Содружества[25];
- Медаль «МПА СНГ. 25 лет» (27 марта 2017, Межпарламентская ассамблея СНГ) — за заслуги в деле развития и укрепления парламентаризма, за вклад в развитие и совершенствование правовых основ функционирования Содружества Независимых Государств, укрепление международных связей и межпарламентского сотрудничества[26];
- Грамота Содружества Независимых Государств (3 сентября 2011, Совет глав государств СНГ) — за активную работу по укреплению и развитию Содружества Независимых Государств[27];
- Почётная грамота Межпарламентской Ассамблеи государств — участников Содружества Независимых Государств (1999)[28];
- Почётная грамота Совета коллективной безопасности ОДКБ (2013);
- Почётная грамота Совета коллективной безопасности ОДКБ (2021).